# North American Racing Team

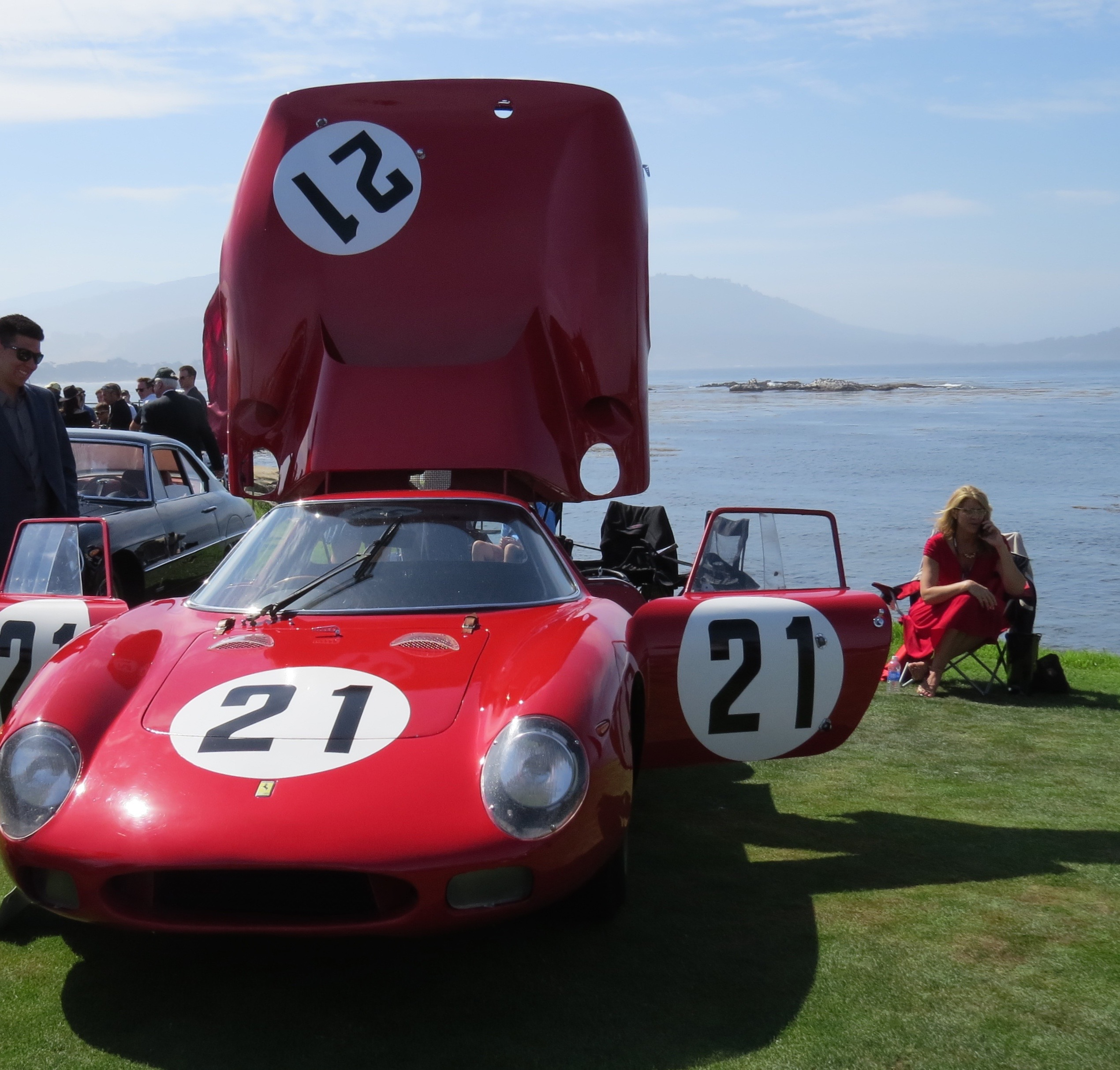
Ferrari 250LM, Siegerwagen vom 24-Stunden-Rennen von Le Mans 1965

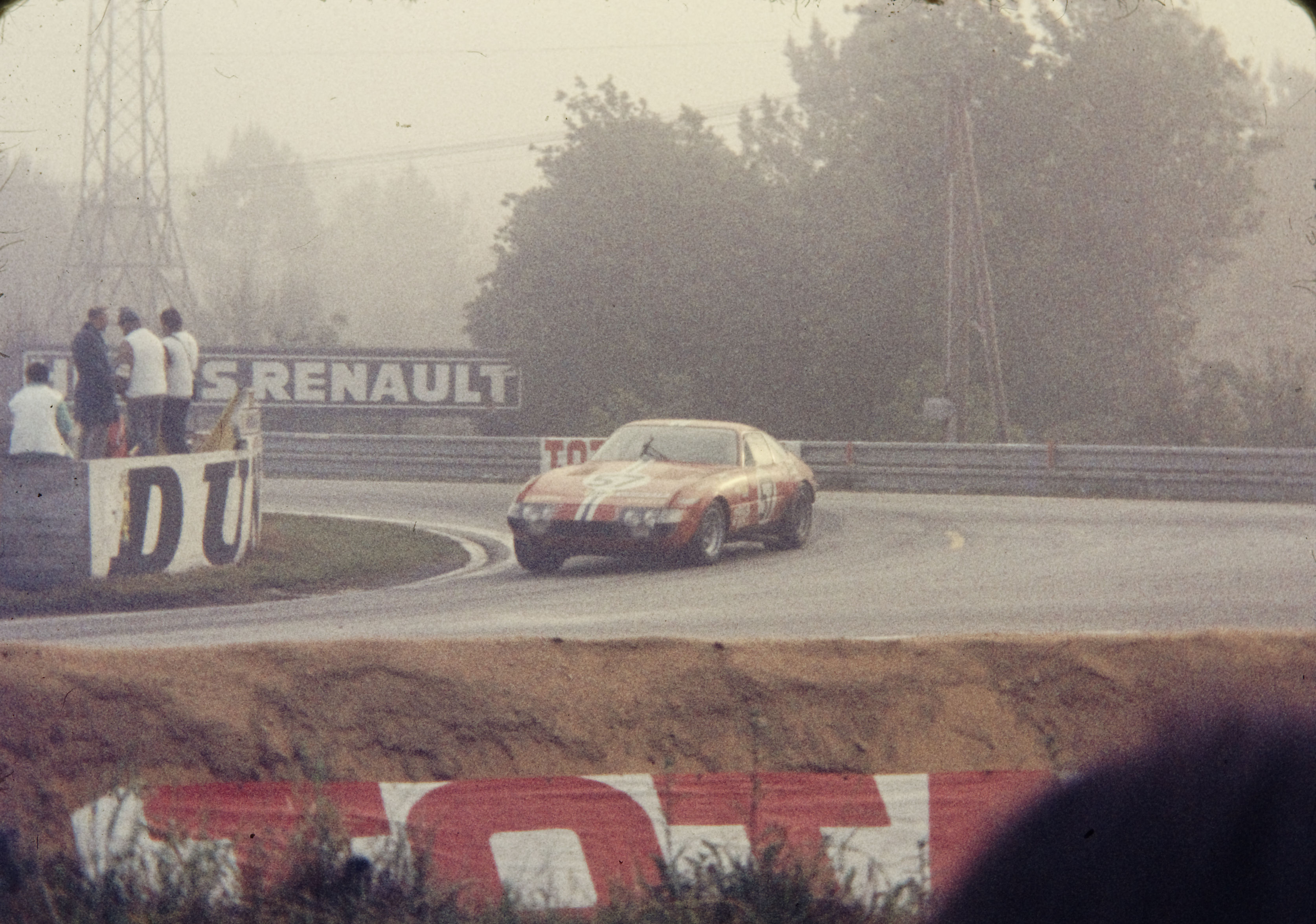
Ferrari 365 GTB/4 von Masten Gregory und Luigi Chinetti junior beim 24-Stunden-Rennen von Le Mans 1972

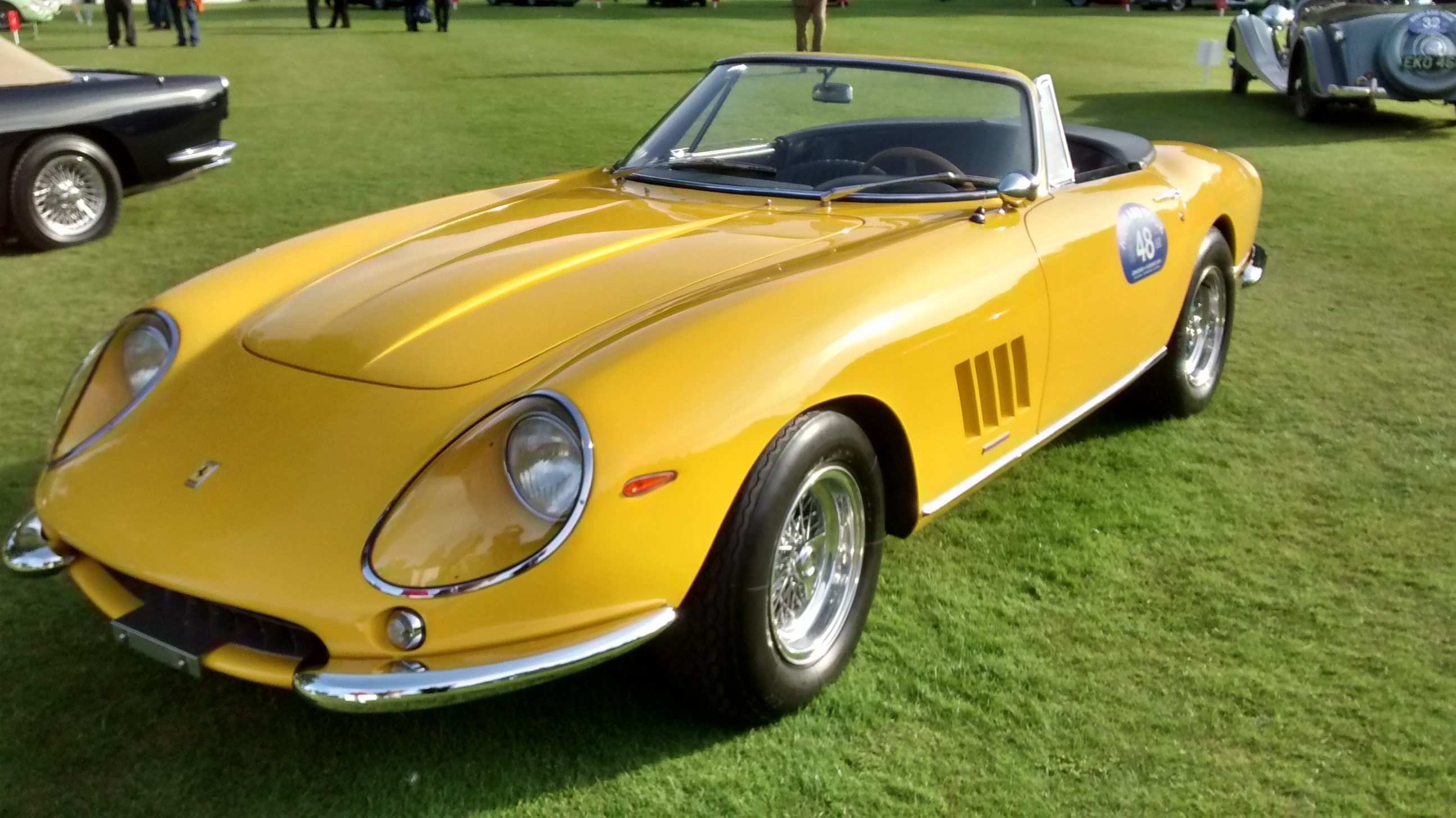
Ferrari 275 GTB/4 NART Spyder

Das North American Racing Team (auch als NART bekannt) wurde von Luigi Chinetti gegründet, der mit Erfolgen im Motorsport für Ferrari in Amerika werben wollte.

## Rennsport
Dank der finanziellen Unterstützung der Gentlemandriver George Arents und Jan de Vroom konnte Chinetti 1957 den Rennstall gründen. Wegen seiner großen Verkaufserfolge von Straßenfahrzeugen im wichtigen amerikanischen Markt, bestand bereits eine enge Beziehung zwischen Chinetti und Ferrari und diente als Basis einer großzügigen Belieferung mit Ferrari-Rennwagen.
Das Team startete über drei Jahrzehnte bei den wichtigsten Sportwagenrennen wie dem 24-Stunden-Rennen von Daytona, dem 24-Stunden-Rennen von Le Mans und den 1000-km-Langstrecken-Rennen in Europa und den USA. Erster Renneinsatz war das 12-Stunden-Rennen von Sebring im März 1958 mit einem Ferrari 250 GT.
Kurioserweise war es 1964 ein von NART eingesetzter Ferrari 158, mit John Surtees am Steuer, der den Sieg in der Formel-1-Weltmeisterschaft einfuhr. Aus Protest gegen eine Homologationsverweigerung einer neuen Mittelmotorkonstruktion durch die italienischen Motorsportbehörden, starteten die Ferrari-Werksboliden in der blau-weißen NART Lackierung.
Die Krönung der NART Rennerfolge kam im Jahr 1965, als ein von NART eingesetzter Ferrari 250LM, gefahren von Jochen Rindt, Masten Gregory (und inoffiziell angeblich auch von Ed Hugus), als bisher letzter Ferrari in Le Mans gewinnen konnte.
Zu weiteren NART Erfolgen zählt ein 3. Platz 1967 bei den 24-Stunden-Rennen von Daytona, der hinter zwei Werks-330P4 den Dreifachsieg für Ferrari sicherte. In der Folge hieß der Ferrari 365 GTB/4 Competizione. Mit diesem Modell erreichte NART 1973 hinter einem Porsche 911 den 2. Platz beim 24-Stunden-Rennen von Daytona.
NART fuhr Ferraris bis 1982 und nahm an mehr als 200 Rennen mit mehr als 100 verschiedenen Fahrern teil.

## Straßenfahrzeuge
Ein Ferrari-Modell trug sogar den Namen NART: der 1967 vorgestellte Ferrari 275 GTB/4 NART Spyder. Dies war eine Cabrio-Version des Ferrari 275 GTB/4, der auf Anregung von Luigi Chinetti bei Scaglietti gebaut wurde. Die ursprüngliche Bestellung von 25 Autos wurde nie erfüllt, da sich das Auto unerwartet schwer absetzen ließ. Letztlich entstanden nur zehn Fahrzeuge. Inzwischen sind sie allerdings sehr begehrt. 50 Jahre nach Produktionsende werden zweistellige Millionenbeträge für einzelne Autos gezahlt. 2013 erreichte ein Exemplar den Kaufpreis von 27,5 Mio US-$.

## Ergebnisse

### Siege in der Sportwagen-Weltmeisterschaft
| Jahr | Rennen                          | Fahrzeug        | Fahrer 1        | Fahrer 2          | Fahrer 3 |
| ---- | ------------------------------- | --------------- | --------------- | ----------------- | -------- |
| 1962 | 400-km-Rennen von Bridgehampton | Ferrari 330TRI  | Pedro Rodríguez |                   |          |
| 1962 | 1000-km-Rennen von Paris        | Ferrari 250 GTO | Pedro Rodríguez | Ricardo Rodríguez |          |
| 1963 | 3-Stunden-Rennen von Daytona    | Ferrari 250 GTO | Pedro Rodríguez |                   |          |
| 1964 | 2000-km-Rennen von Daytona      | Ferrari 250 GTO | Pedro Rodríguez | Phil Hill         |          |
| 1965 | 24-Stunden-Rennen von Le Mans   | Ferrari 250LM   | Jochen Rindt    | Masten Gregory    | Ed Hugus |
| 1965 | 12-Stunden-Rennen von Reims     | Ferrari 365P2   | Pedro Rodríguez | Jean Guichet      |          |